# Рибачок Андрій Русланович
Андрій Русланович Рибачок (нар. 11 листопада 1994) — український спортсмен, веслувальник-каноїст, чемпіон світу, срібний призер чемпіонату світу, срібний призер Першого етапу Кубку Світу у м. Рачіце, Чехія c-2 MIX, Європи та Європейських ігор.

## Кар'єра
У 2018 році спортсмен відзначився успішними виступами на чемпіонатах світу та Європи, виборовши там срібні нагороди у складі четвірки, на дистанції 500 м.
У 2019 році на ІІ Європейських іграх в парі з Юрієм Вандюком виборов срібну нагороду на дистанції 1000 м.

## Державні нагороди
- Орден «За заслуги» III ст. (15 липня 2019) —За досягнення високих спортивних результатів ІІ Європейських іграх у м. Мінську (Республіка Білорусь), виявлені самовідданість та волю до перемоги, піднесення міжнародного авторитету України[2]